# Luis Adolfo Siles Salinas
Luis Adolfo Siles Salinas né le 21 juin 1925 à La Paz et mort le 19 octobre 2005 dans sa ville natale, est un homme d'État bolivien. Il est président de la Bolivie pendant cinq mois en 1969 et est chassé du pouvoir par un coup d'État militaire. Il est également vice-président de la Bolivie entre août 1966 et avril 1969. 
Son père, Hernando Siles Reyes, est président de la Bolivie de 1926 à 1930 et son demi-frère, Hernán Siles Zuazo, l'est également entre 1956 et 1960 et entre 1982 et 1985.

## Biographie

### Carrière politique
Luis Adolfo Siles Salinas est chef du Parti social-démocrate en 1966 lorsqu'il se présente à la vice-présidence avec René Barrientos Ortuño comme candidat à la présidence. Le duo remporte les élections générales de 1966 (es) et Siles Salinas devient vice-président de la république bolivienne. Il y tient un rôle de premier plan en tant que président du Congrès national qui a promulgué la Constitution de 1967.
En sa qualité de vice-président, Siles Salinas devient président de la Bolivie par succession constitutionnelle le 27 avril 1969 lorsque le président René Barrientos Ortuño meurt dans un accident d'avion. Durant sa présidence, il signe d'ailleurs l'accord de Carthagène, permettant la création du Pacte andin, depuis renommé, Communauté andine des nations. Il ne demeure président que cinq mois, jusqu'à ce que le militaire Alfredo Ovando Candía le chasse du pouvoir par un coup d'État le 26 septembre 1969. 
Postérieurement, durant les sept années de dictature militaire du général Hugo Banzer Suárez, Siles Salinas s'exile au Chili et depuis là, y fonde l'Assemblée permanente des droits de l'homme de Bolivie pour combattre la dictature et défendre les valeurs démocratiques,. Il revient en Bolivie en 1978 pour rejoindre le parti de son demi-frère, Hernán Siles Zuazo, l'Unité démocratique et populaire avant de fonder son propre parti, l'Offensive de la gauche démocratique,.  
Lors du deuxième mandat de son demi-frère, entre 1982 et 1985, il est ambassadeur de la Bolivie en Espagne et porte-parole de la Bolivie auprès de l'Organisation des nations unies. Il est aussi membre de la Commission interaméricaine des droits de l'homme de l'Organisation des États américains entre 1984 et 1987,. Avocat de profession, Siles Salinas est par la suite nommé comme membre de la Cour suprême de justice. 

### Décès
Il meurt d'une crise cardiaque, à la suite d'une longue maladie en 2005, à La Paz. 